# Nevin Portelli
Nevin Portelli (Birkirkara, 16 de septiembre de 1999) es un futbolista maltés que juega en la demarcación de delantero para el Marsaxlokk FC de la Premier League de Malta.

## Selección nacional
Tras jugar en las categorías inferiores de la selección, finalmente hizo su debut con la selección absoluta de Malta el 21 de marzo de 2024 contra Eslovenia en un partido amistoso que finalizó con un resultado de empate a dos tras los goles de Andraž Šporar y Benjamin Šeško para Eslovenia, y de Matthew Guillaumier y Stephen Pisani para Malta.

## Clubes
| Club                | País   | Año       | Partidos | Goles |
| ------------------- | ------ | --------- | -------- | ----- |
| Pembroke Athleta FC | Malta  | 2016-2017 | 1        | 0     |
| Birkirkara FC       | Malta  | 2018-2019 | 0        | 0     |
| Tarxien Rainbows FC | Malta  | 2019-2020 | 11       | 0     |
| Gżira United FC     | Malta  | 2020-2022 | 45       | 2     |
| Audace 1919         | Italia | 2022      |          |       |
| SPQV Velletri       | Italia | 2022-2023 |          |       |
| AC Legnano          | Italia | 2023-2024 | 1        | 0     |
| Marsaxlokk FC       | Malta  | 2024-     | 9        | 2     |